# Rediul Mare, Dondușeni
Rediul Mare este un sat din raionul Dondușeni, Republica Moldova.
În partea de sud-vest a satului se află un parc, monument de arhitectură peisagistică, în care se ridică conacul lui Victor Dombrovski.

## Demografie

### Structura etnică
Structura etnică a satului conform recensământului populației din 2004:
| Grup etnic         | Populație | % Procentaj |
| ------------------ | --------- | ----------- |
| Moldoveni / Români | 1.119     | 97,3%       |
| Ruși               | 14        | 1,22%       |
| Ucraineni          | 12        | 1,04%       |
| Găgăuzi            | 3         | 0,26%       |
| Alții              | 2         | 0,17%       |
| Total              | 1.150     | 100%        |

## Administrație și politică

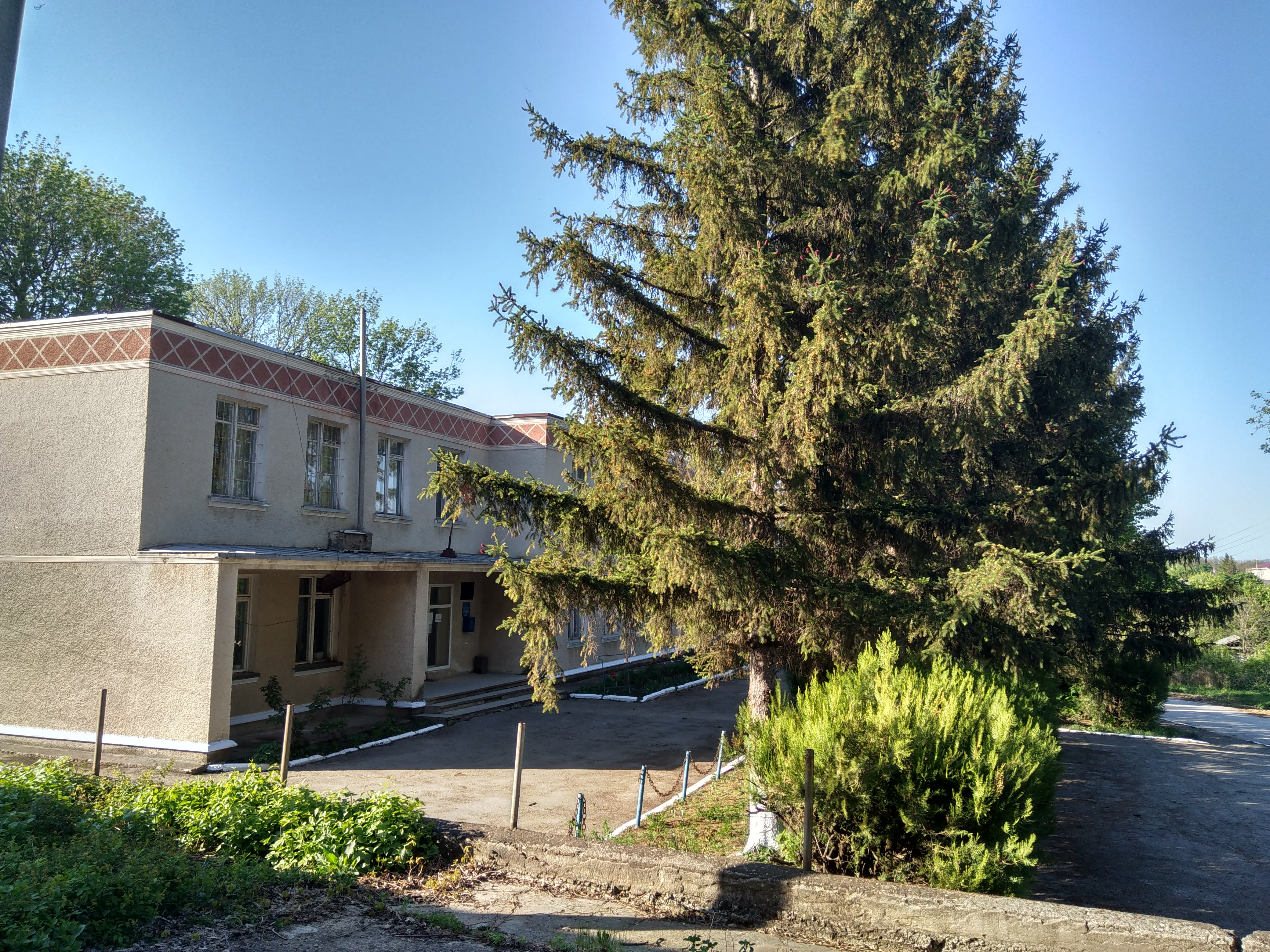
Primăria

Componența Consiliului local Rediul Mare (9 consilieri), ales la 5 noiembrie 2023, este următoarea:
|  | Partid                                       | Consilieri | Componență | Componență | Componență | Componență | Componență | Componență |
|  | -------------------------------------------- | ---------- | ---------- | ---------- | ---------- | ---------- | ---------- | ---------- |
|  | Liga Orașelor și Comunelor                   | 6          |            |            |            |            |            |            |
|  | Partidul Socialiștilor din Republica Moldova | 2          |            |            |            |            |            |            |
|  | Partidul Acțiune și Solidaritate             | 1          |            |            |            |            |            |            |

## Galerie de imagini

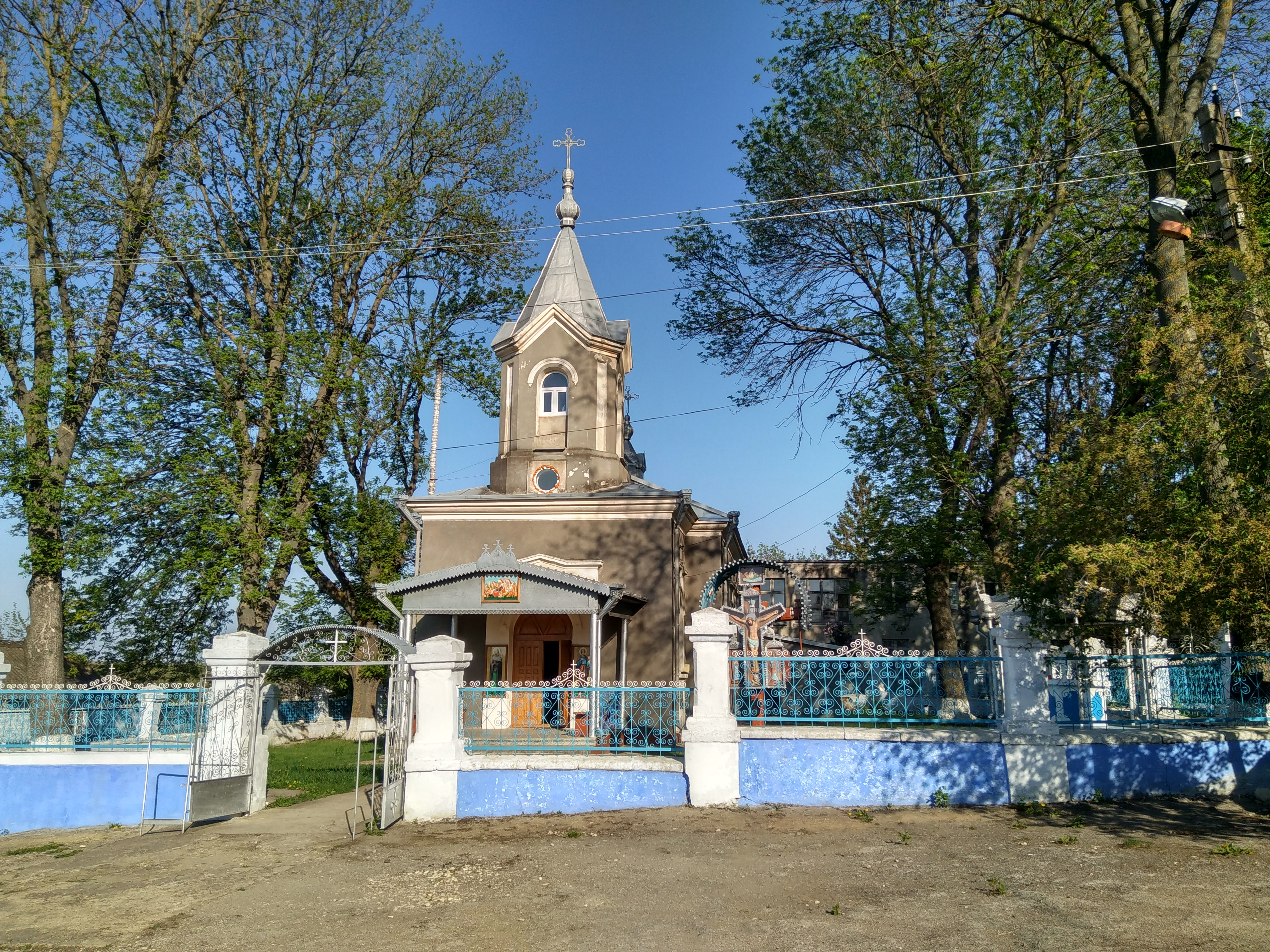
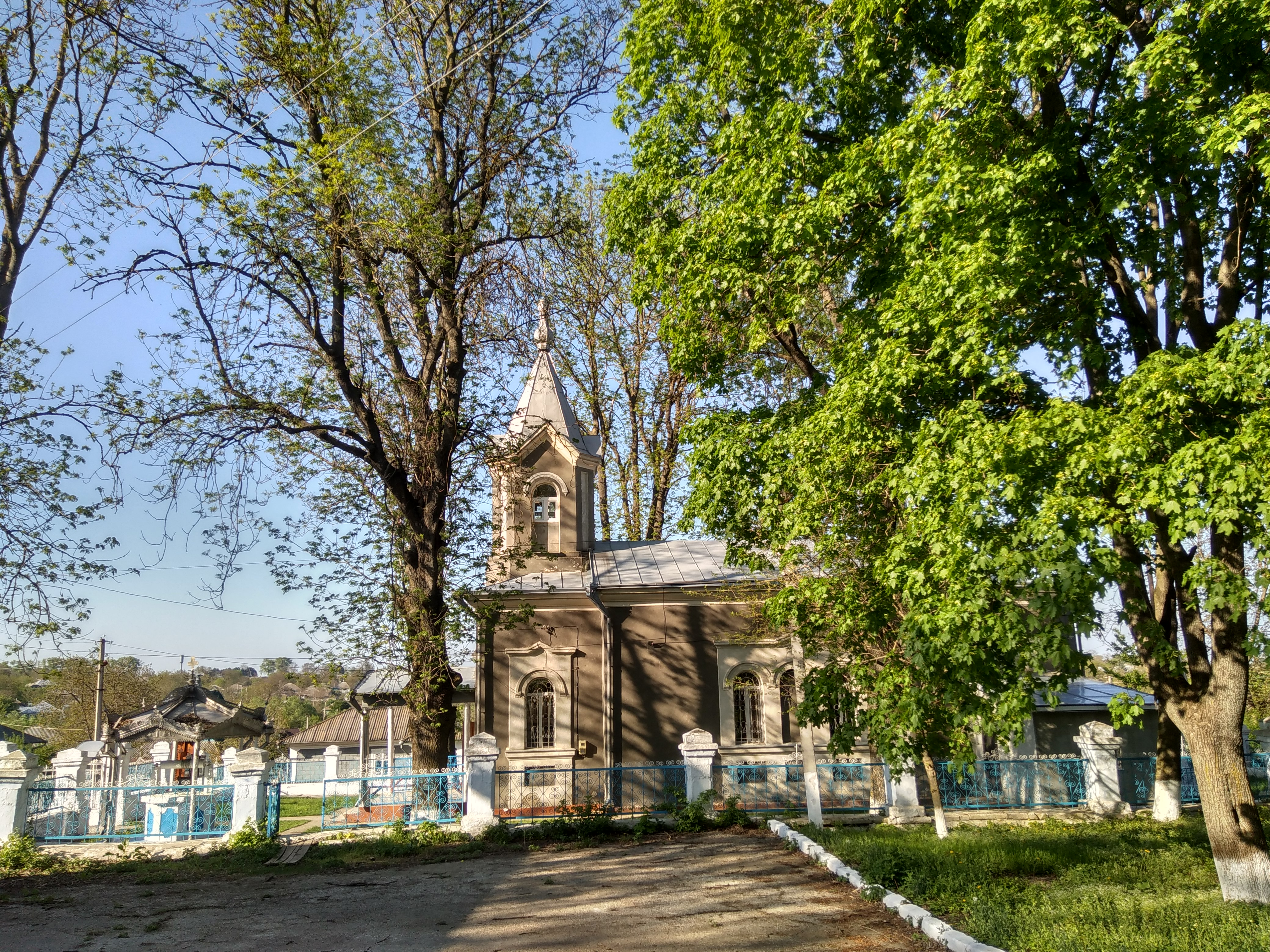
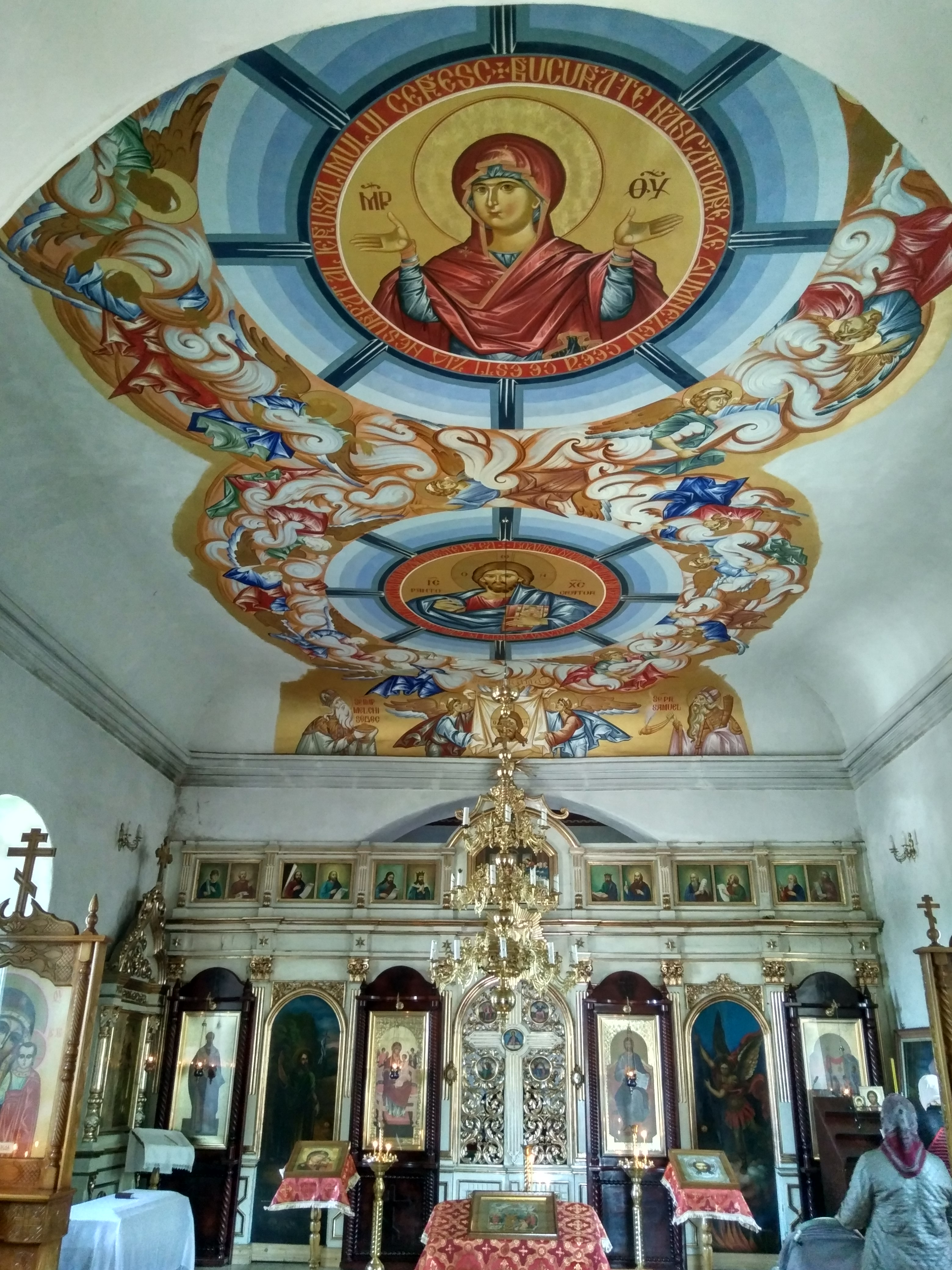

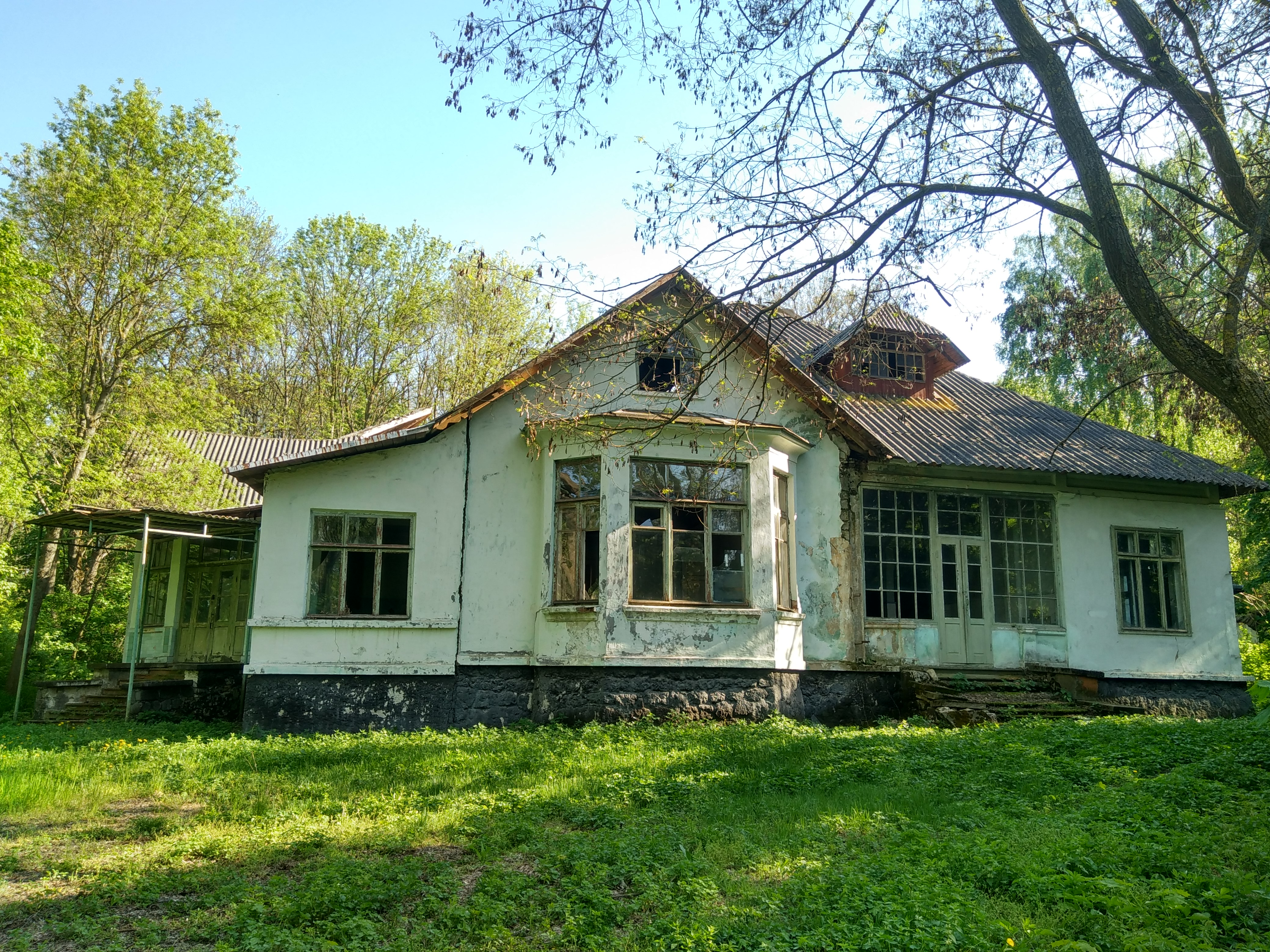
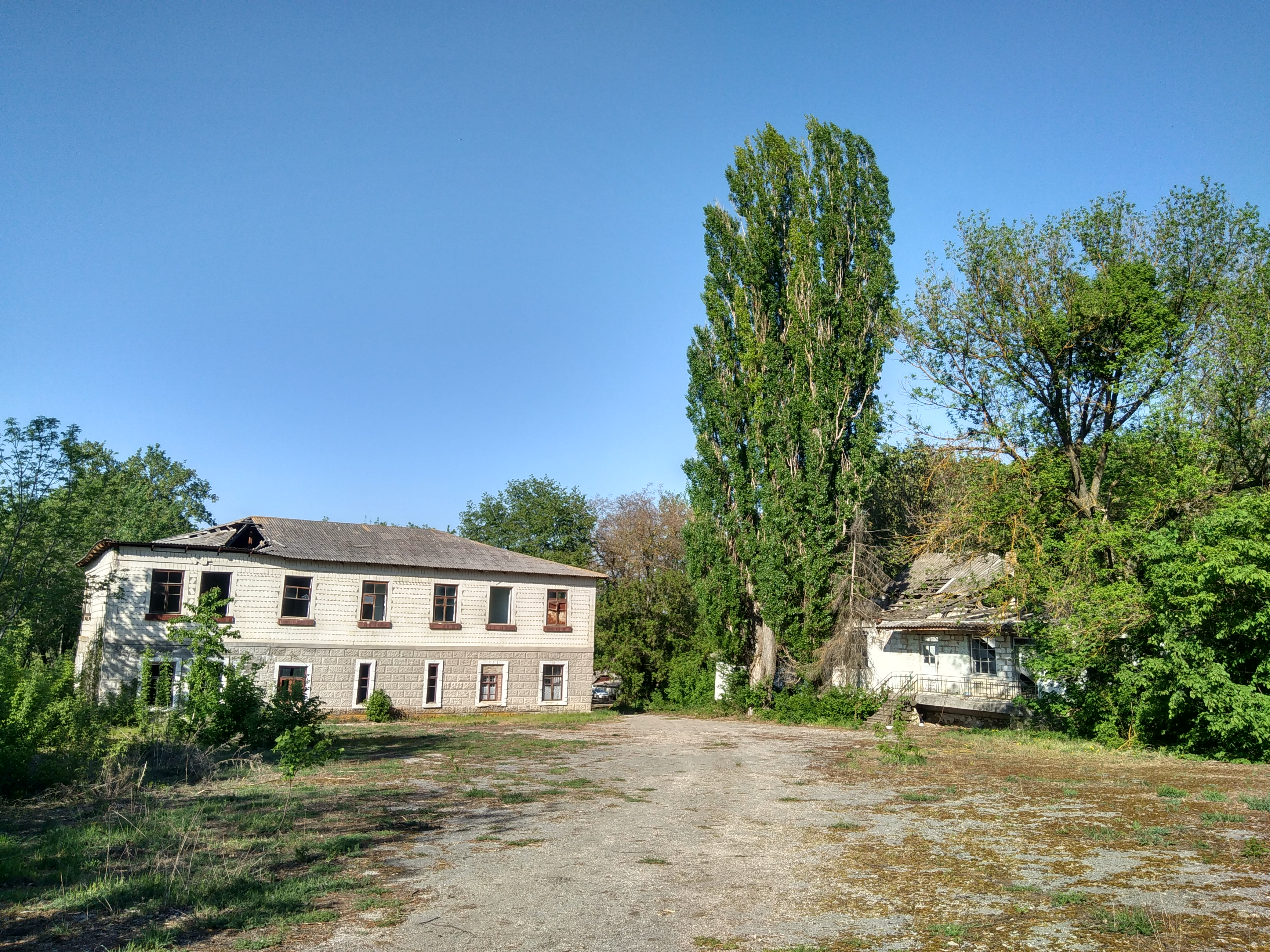
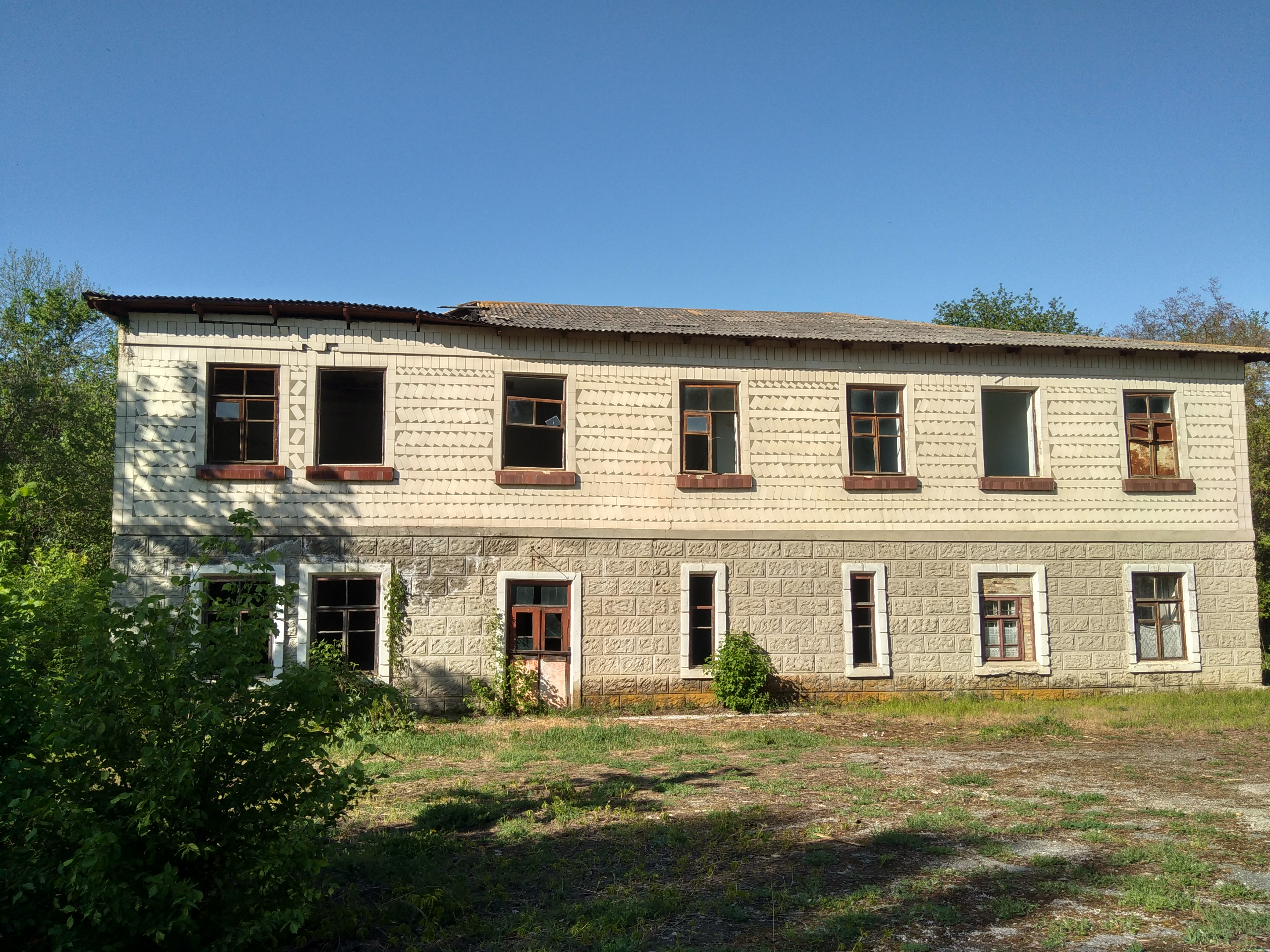
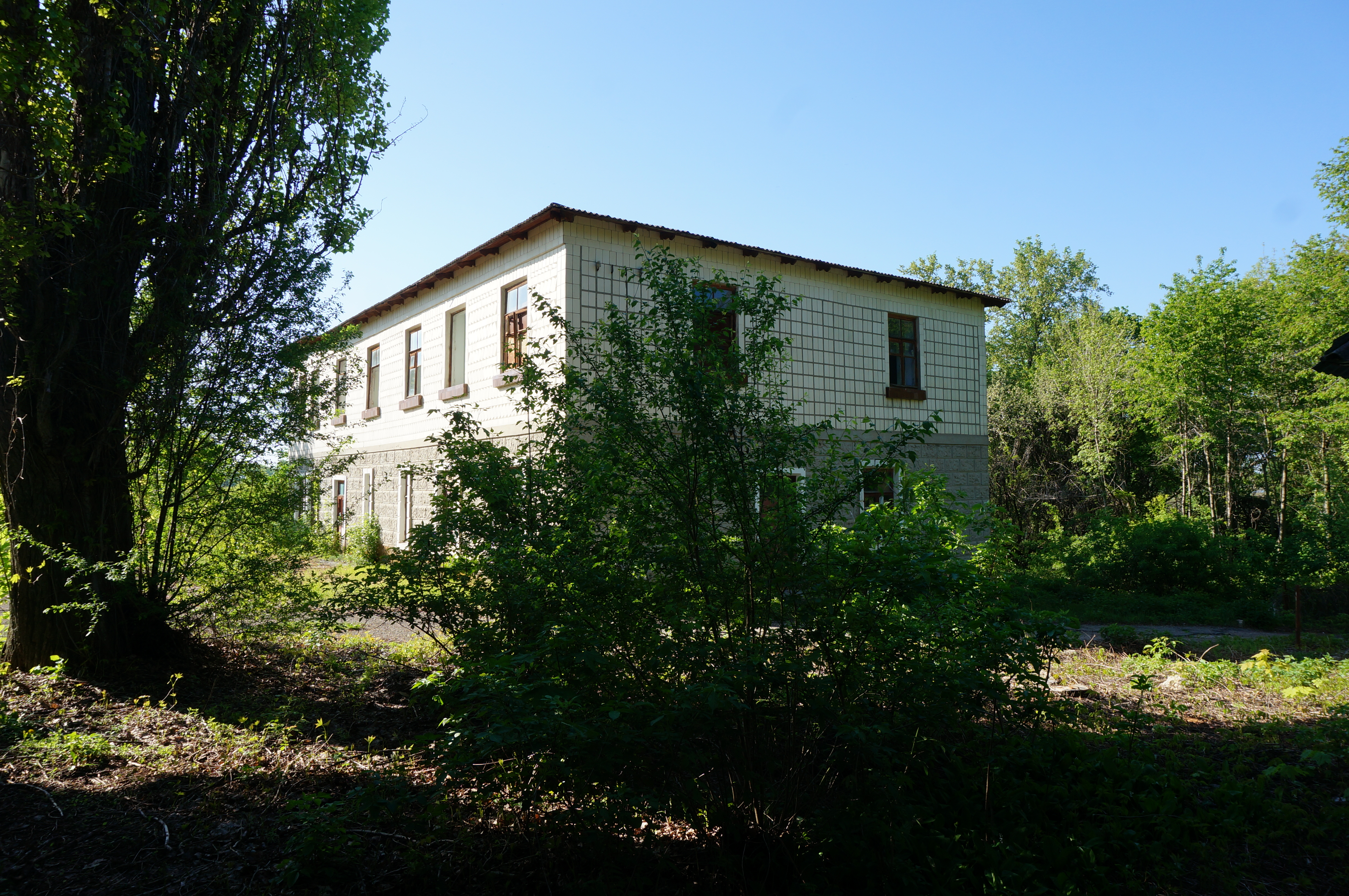

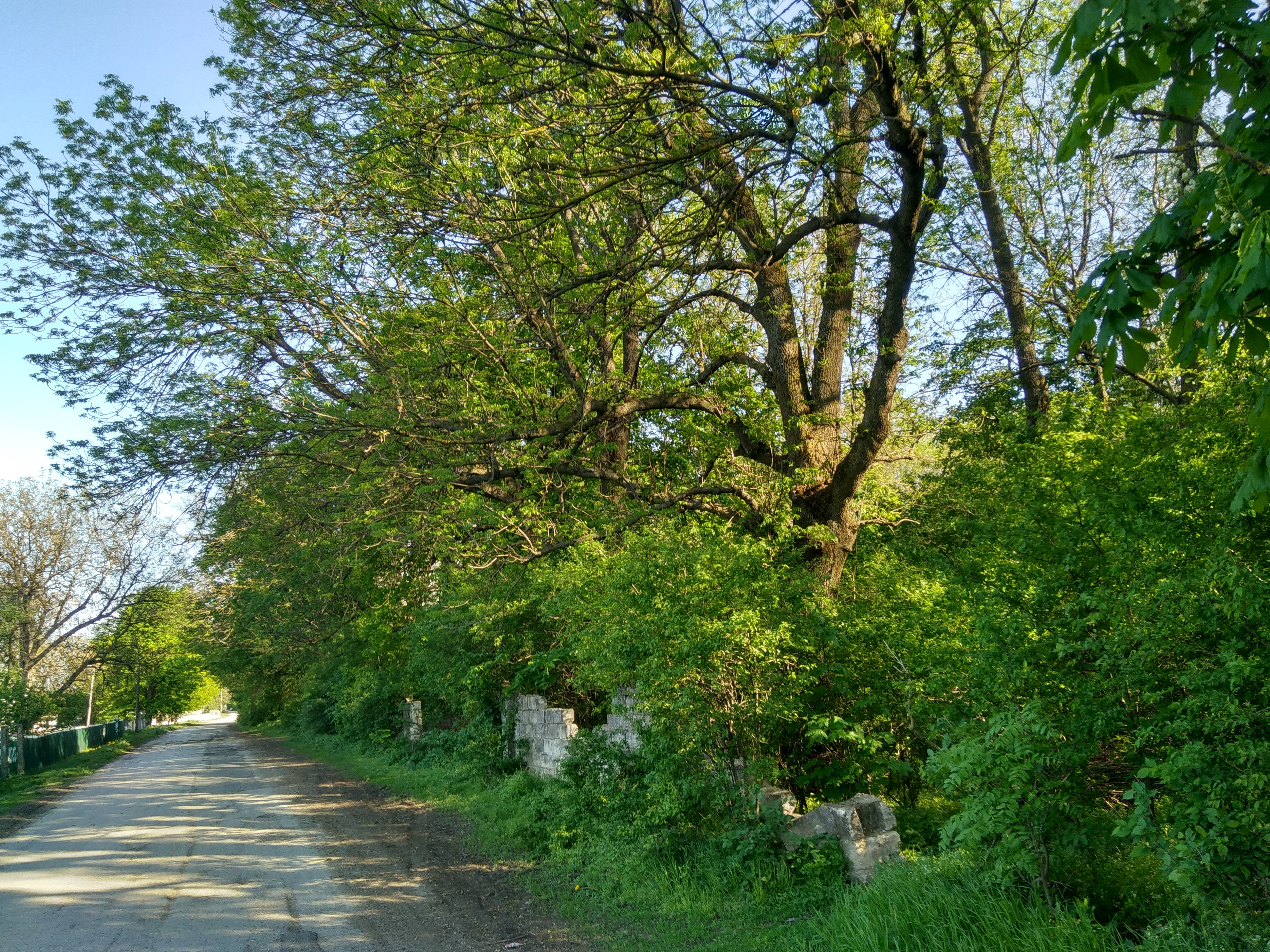
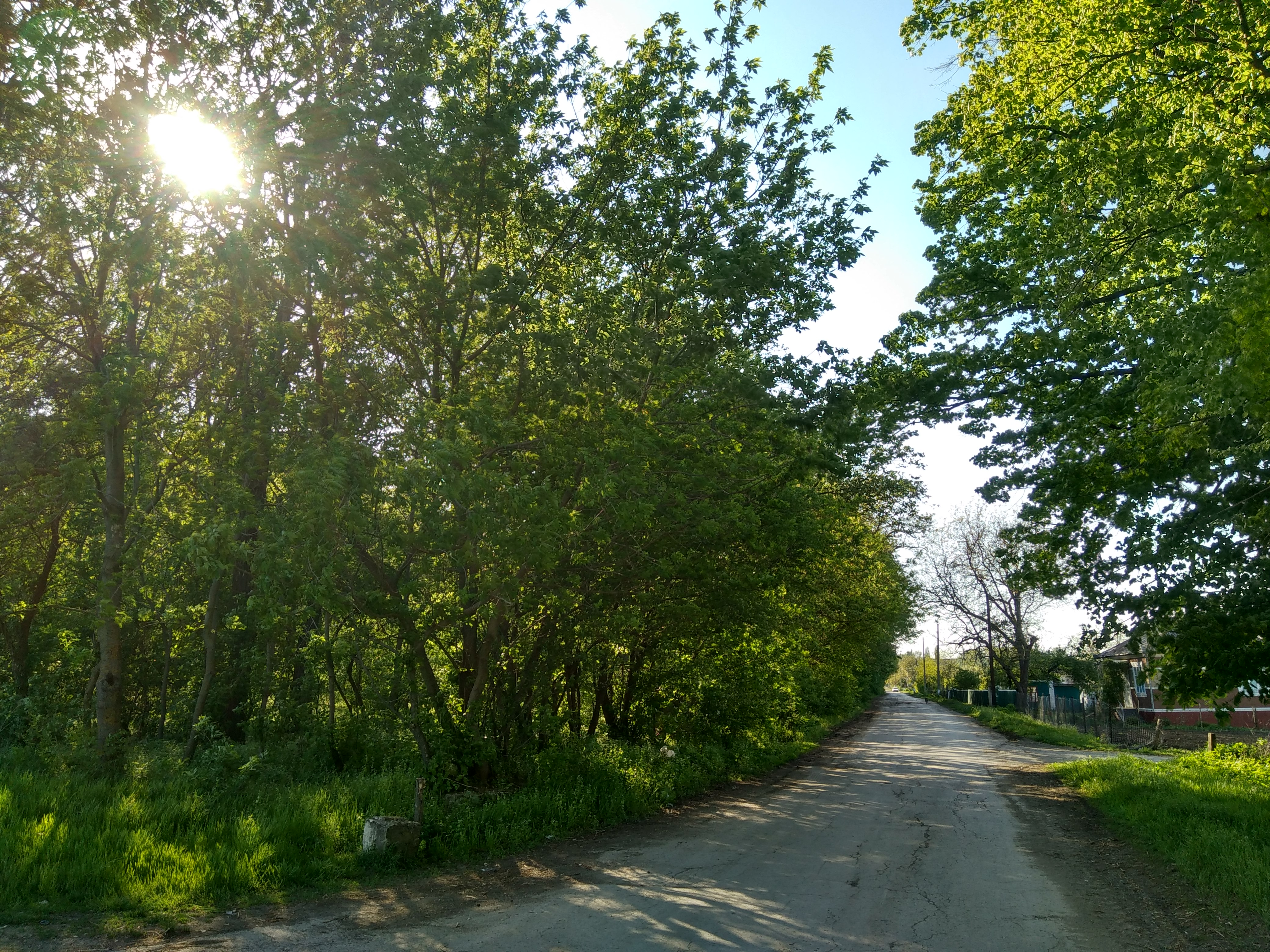
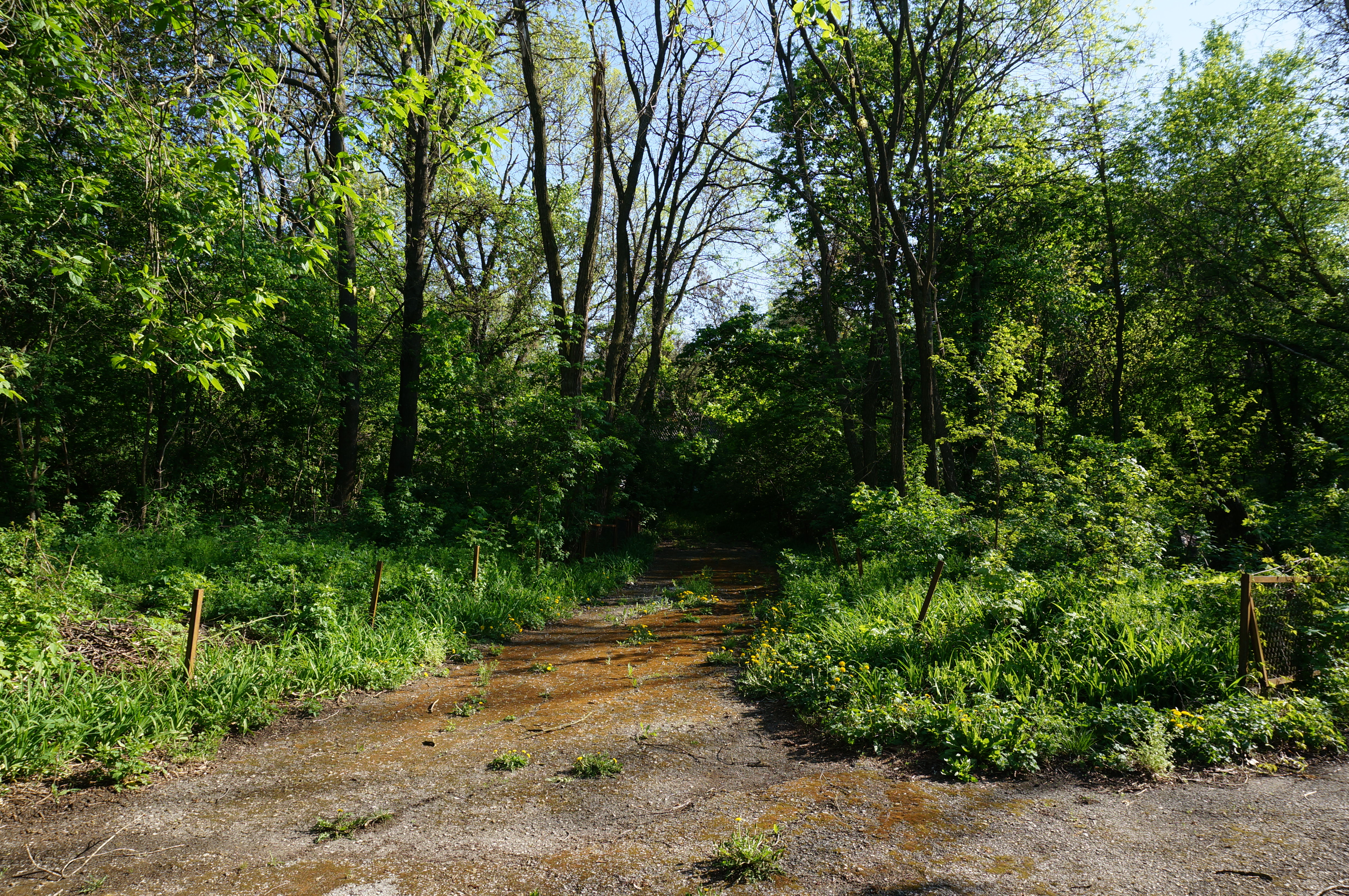
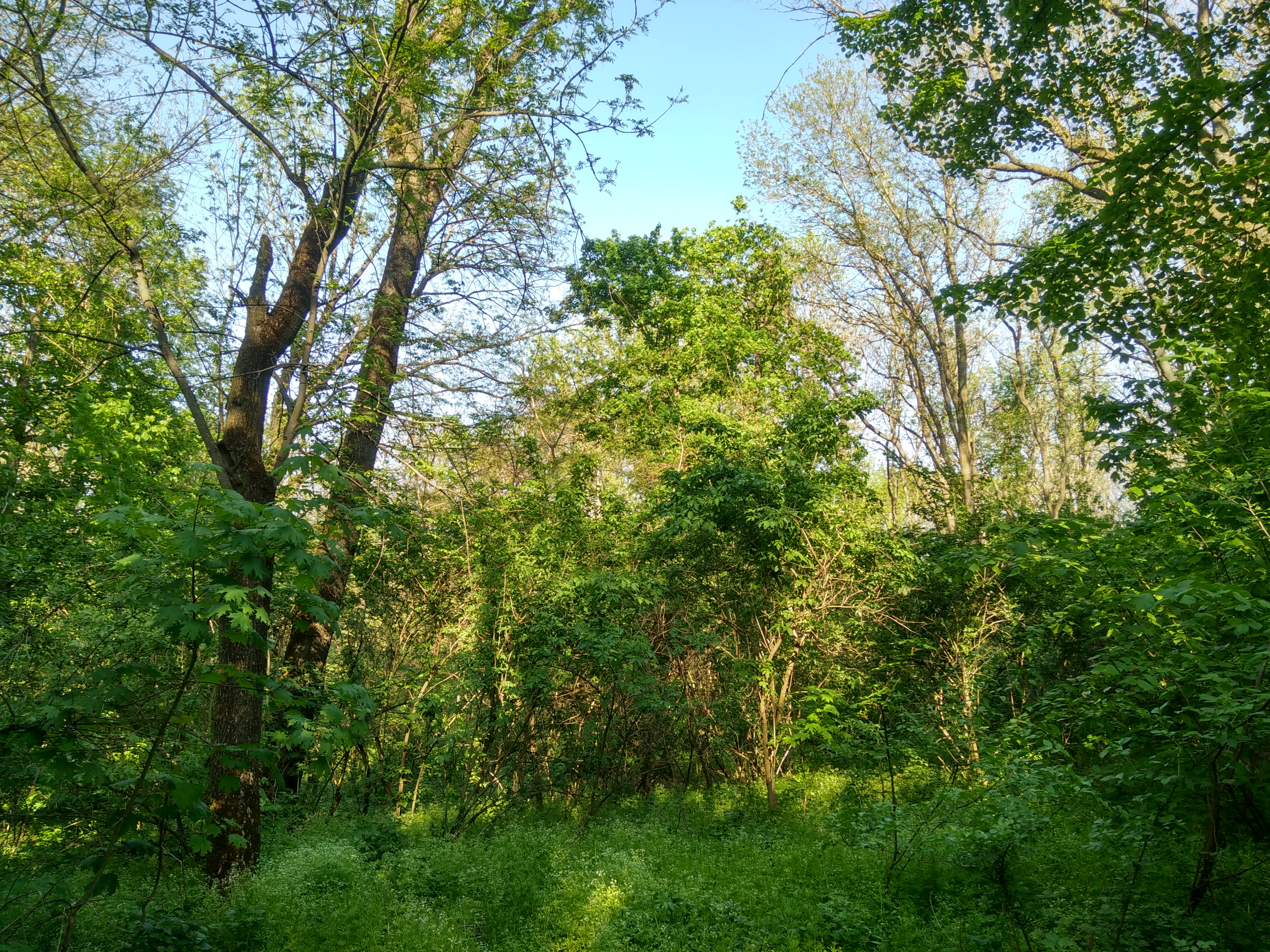
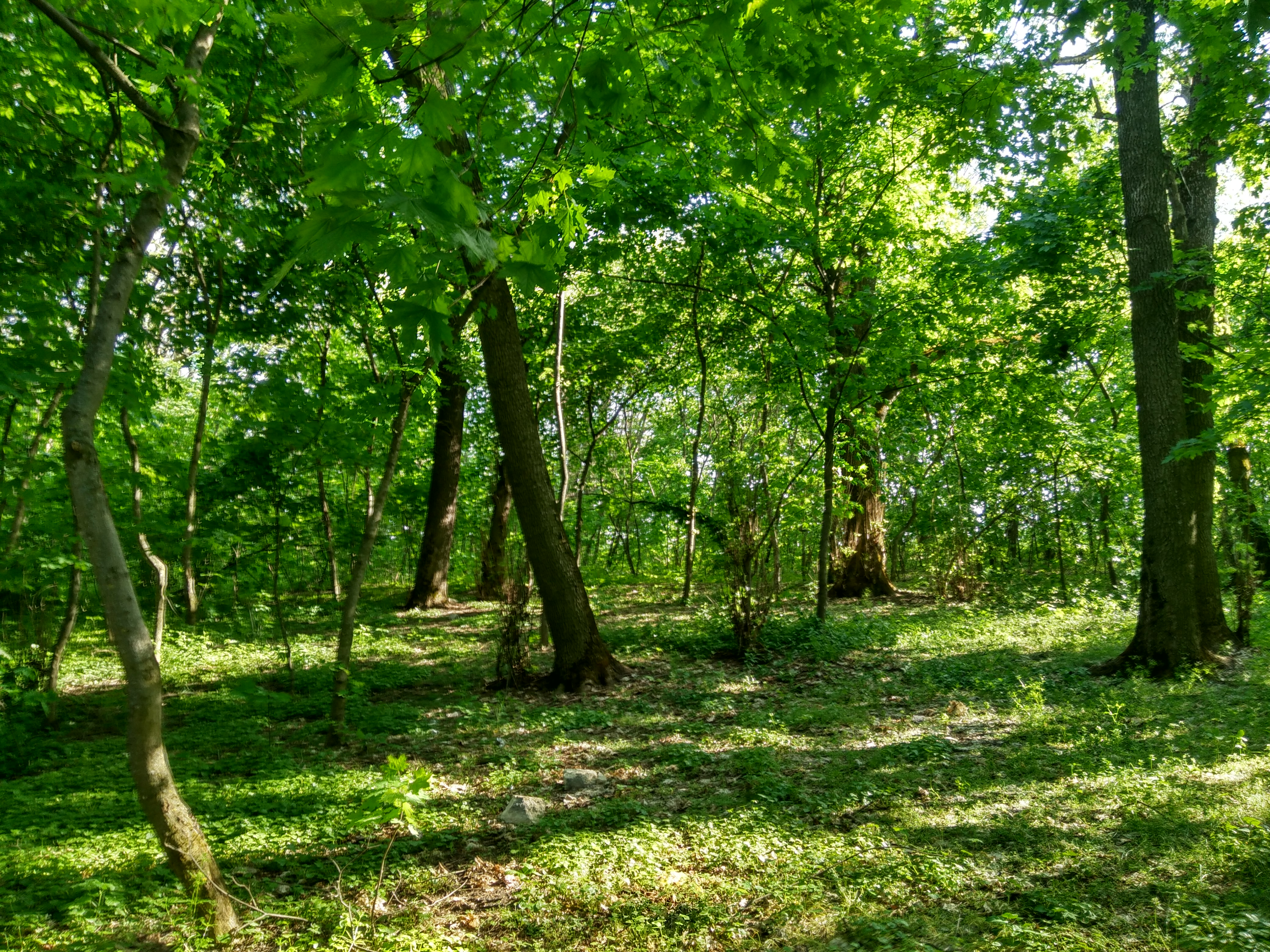
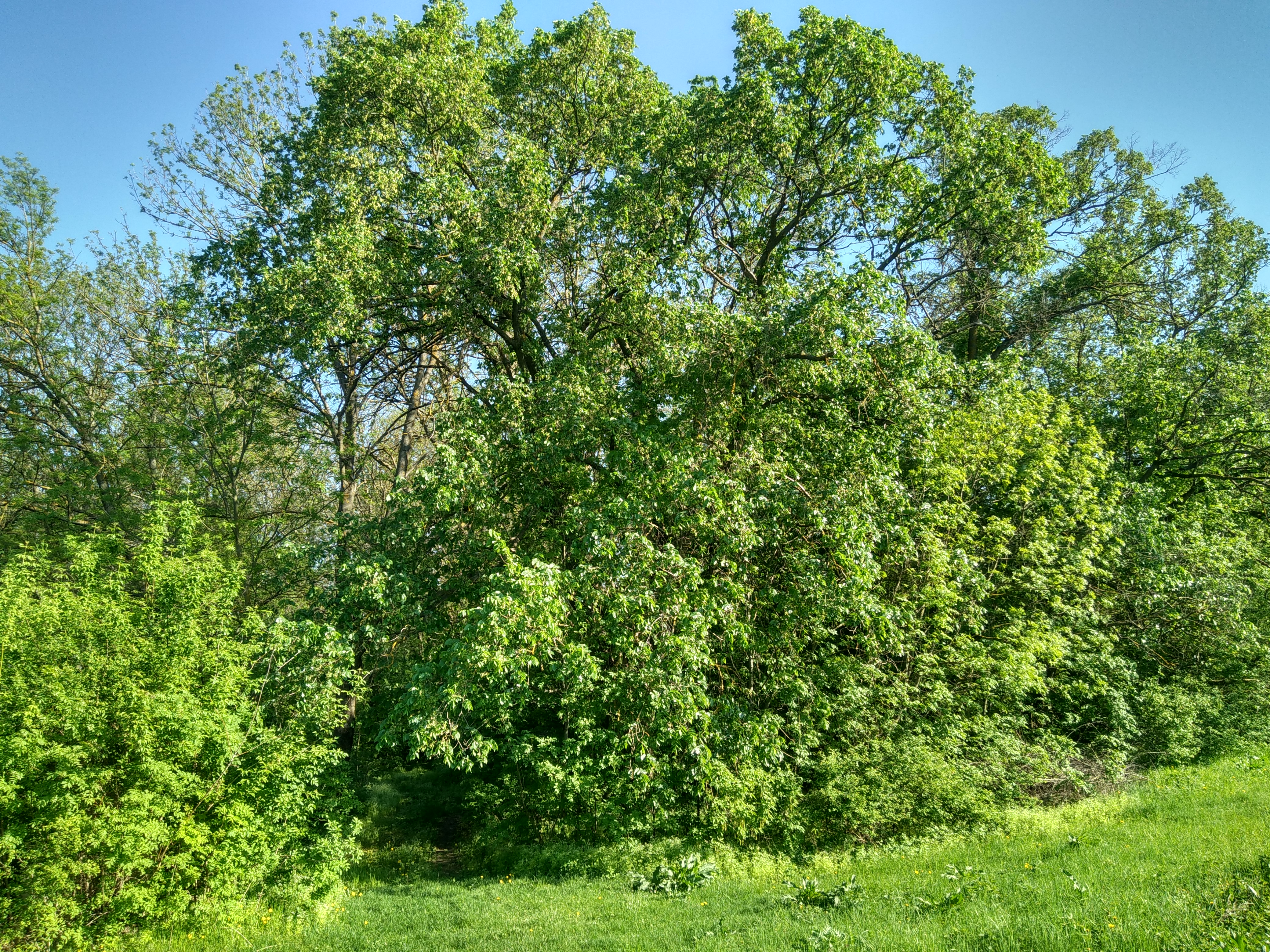

Biserica „Nașterea Maicii Domnului” din localitate, monument ocrotit de stat.
Conacul lui Victor Dombrovski
Parcul din localitate